# برنارد ماتيو
برنارد ماتيو (بالفرنسية: Bernard Mathieu)‏ هو عالم مصريات فرنسي، ولد في 11 يناير 1959 في أفالون (فرنسا) في فرنسا.